# Ptecticus substitutus
Ptecticus substitutus är en tvåvingeart som beskrevs av Daniels 1979. Ptecticus substitutus ingår i släktet Ptecticus och familjen vapenflugor. Inga underarter finns listade i Catalogue of Life.